# Marko Petković
Marko Petković (in serbo Марко Петковић?; Sremska Mitrovica, 3 settembre 1992) è un calciatore serbo, difensore del Radnički Niš.

## Caratteristiche tecniche
Terzino destro dotato di elevata fisicità, gioca spesso da sponda con un buon senso del gol. Può essere impiegato come difensore centrale o anche giocando più avanzato come centrocampista destro.

## Carriera

### Club
Cresciuto nelle giovanili dell'OFK Belgrado, vi trascorre 8 anni, debuttando in prima squadra il 15 luglio 2010, in occasione della partita vinta contro il Torpedo Zhodino. Nella stagione 2010-2011 colleziona 17 presenze nel campionato serbo.
Alla fine di agosto 2013, alla chiusura del calciomercato estivo, si trasferisce alla Stella Rossa, con cui vince per due volte il titolo serbo ed entra nel giro della nazionale maggiore serba fornendo ottime prestazioni.
Il 1º luglio 2017 si accasa allo Spartak Mosca, firmando un biennale. Vince la Supercoppa di Russia 2017, ma colleziona solo 12 presenze nel campionato russo in una stagione e mezza. L'8 gennaio 2019 lo Spartak comunica la rescissione del contratto con il calciatore.
Dopo un periodo da svincolato, il 24 gennaio 2020 si accasa al Tondela squadra della massima serie portoghese. Dopo aver raggiunto una tranquilla salvezza con il club gialloverde dopo 7 presenze e nessun gol rimane svincolato. Ad agosto 2020 torna in patria firmando col Bačka Topola divenendo subito titolare. Dopo una stagione e mezzo con 36 partite e 4 reti, il 19 gennaio si accasa all'Honvéd di Budapest firmando un contratto fino a giugno 2023. Esordisce il 5 febbraio nella sconfitta maturata per 3-2 contro il Kisvárda. Segnando il suo primo gol col club ungherese un mese più tardi nella vittoria interna contro il Debrecen, segnando nella fattispecie il gol al 75' minuto del 3-2, fornendo anche un assist per il momentaneo 2-0 a Bence Batik, nella partita che finirà poi 4-2. Raggiunta la salvezza, in vista della nuova stagione non rientra più nei piani tecnici della società, svincolandosi ufficialmente il 12 gennaio 2023.

### Nazionale
Con la maglia della nazionale serba Under-19 ha disputato 8 partite dal 2010 al 2011, mettendo a segno una rete, Nel 2012 prende parte ad una partita contro i pari età della Slovenia con l'Under-20, mentre dal 2011 al 2015 ha militato nell'Under-21, di cui è stato capitano dal 2013.
Il 13 novembre 2015 ha esordito con la nazionale maggiore serba in un'amichevole persa per 4-1 a Praga contro la Rep. Ceca, sostituendo all'82º minuto Nenad Tomović.

## Statistiche

### Cronologia presenze e reti in Nazionale
| Cronologia completa delle presenze e delle reti in nazionale ― Serbia | Cronologia completa delle presenze e delle reti in nazionale ― Serbia | Cronologia completa delle presenze e delle reti in nazionale ― Serbia | Cronologia completa delle presenze e delle reti in nazionale ― Serbia | Cronologia completa delle presenze e delle reti in nazionale ― Serbia | Cronologia completa delle presenze e delle reti in nazionale ― Serbia | Cronologia completa delle presenze e delle reti in nazionale ― Serbia | Cronologia completa delle presenze e delle reti in nazionale ― Serbia |
| Data                                                                  | Città                                                                 | In casa                                                               | Risultato                                                             | Ospiti                                                                | Competizione                                                          | Reti                                                                  | Note                                                                  |
| --------------------------------------------------------------------- | --------------------------------------------------------------------- | --------------------------------------------------------------------- | --------------------------------------------------------------------- | --------------------------------------------------------------------- | --------------------------------------------------------------------- | --------------------------------------------------------------------- | --------------------------------------------------------------------- |
| 13-11-2015                                                            | Ostrava                                                               | Rep. Ceca                                                             | 4 – 1                                                                 | Serbia                                                                | Amichevole                                                            | -                                                                     | 82’                                                                   |
| 29-9-2016                                                             | Doha                                                                  | Qatar                                                                 | 3 – 0                                                                 | Serbia                                                                | Amichevole                                                            | -                                                                     | 46’                                                                   |
| 6-6-2021                                                              | Miki                                                                  | Serbia                                                                | 1 – 1                                                                 | Giamaica                                                              | Amichevole                                                            | -                                                                     | 74’                                                                   |
| 11-6-2021                                                             | Kobe                                                                  | Giappone                                                              | 1 – 0                                                                 | Serbia                                                                | Amichevole                                                            | -                                                                     | 46’                                                                   |
| Totale                                                                |                                                                       | Presenze                                                              | 4                                                                     |                                                                       | Reti                                                                  | 0                                                                     |                                                                       |

## Palmarès

### Club

#### Competizioni nazionali
- Campionato serbo: 2

Stella Rossa: 2013-2014, 2015-2016
- Supercoppa di Russia: 1

Spartak Mosca: 2017